# Мирный (Майкопский район)
Мирный (адыг. Мамыр) — посёлок в Майкопском муниципальном районе Республики Адыгея России. Входит в состав Краснооктябрьского сельского поселения.

## Население
| 2002 | 2010 | 2013 | 2014 | 2015 | 2016 | 2017 |
| ---- | ---- | ---- | ---- | ---- | ---- | ---- |
| 36   | ↘24  | ↘22  | ↘19  | ↘17  | ↘16  | ↗17  |
| 2018 | 2019 | 2020 | 2021 | 2023 | 2024 |      |
| →17  | →17  | ↘16  | ↗23  | ↗25  | ↗28  |      |

## Улицы
- Лесная.